# Mennigfarbiger Borstling
Der Mennigfarbige Borstling oder Rote Kurzhaar-Borstling (Melastiza chateri) ist ein Schlauchpilz aus der Familie der Feuerkissenverwandten.

## Merkmale

### Makroskopische Merkmale
Die ungestielten Fruchtkörper haben einen Durchmesser von 1–2, gelegentlich bis 3 cm. Sie sind scheibig ausgebreitet und flach schalen- bis schüsselförmig. Die Innenseite mit dem Hymenium ist mennigrot, rot oder orangerötlich, die Außenseite ist weichflaumig durch kurze, braune Haare. Die Konsistenz ist wachsig-brüchig.

### Mikroskopische Merkmale

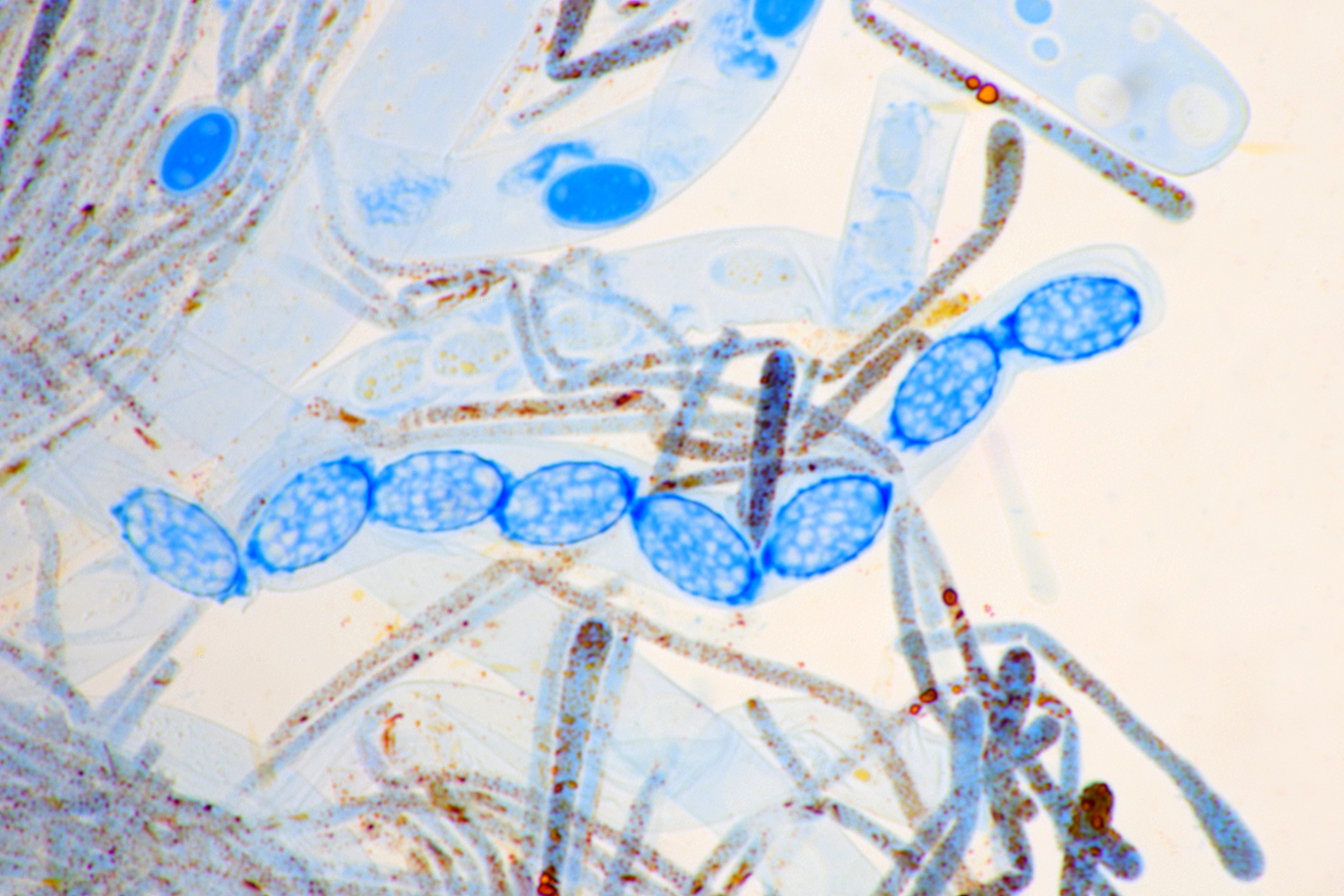
Melastiza chateri, Schlauch mit Sporen, gefärbt mit Baumwollblau

Die Schläuche sind zylindrisch, 260–290 Mikrometer lang und messen im Durchmesser 11–14 µm. Die ebenfalls zylindrischen und an der Spitze verdickten sterilen Zellfäden lassen sich mit Lugol grün anfärben. Die elliptischen, durchscheinenden Sporen sind 16–18 × 9–11 µm groß. Sie sind grob netzartig gemustert und haben an den Enden vorstehende Anhängsel.

### Artabgrenzung
Melastiza scotica kommt im Gebirge vor und besitzt ein unvollständig netziges, noch groberes Sporenornament. Der Orangebecherling (Aleuria aurantia) besitzt keine Haare und wird bis zu 10 cm groß. Melastiza cornubiensis ist sehr ähnlich, hat dunklere Haare und ist mehr orange gefärbt.

## Ökologie
Der Mennigfarbige Borstling lebt saprophytisch und wächst vom Frühling bis zum Herbst gesellig auf sandigen oder lehmigen Stellen auf nackter Erde. Er ist in Mitteleuropa nicht häufig, aber weit verbreitet.

## Verbreitung
Der Mennigfarbige Borstling findet sich in weiten Teilen Europas und Nordamerikas sowie in Japan und Australien. Auch aus Island liegen Funde vor.

## Inhaltsstoffe
In Fruchtkörpern des Mennigfarbigen Borstlings wurde ein Fucose-spezifisches Lektin nachgewiesen.

## Systematik
Der Mennigfarbige Borstling wurde 1872 von Worthington George Smith als Peziza chateri erstbeschrieben. 1907 wurde die Art von Jean Louis Émile Boudier zur Gattung Melastiza gestellt. Der tschechische Mykologe Jiří Moravec zweifelte die Eigenständigkeit der Art Melastiza cornubiensis an. Sollte sich die beiden Art wirklich als synonym erweisen, so hätte der Name Melastiza cornubiensis Vorrang.